# Malavašič
Malavašič je priimek več znanih Slovencev:
- Albina Malavašič Zakrajšek (1895–1964), dramatizatorka
- Franc Malavašič (1818–1863), književnik, prevajalec in urednik
- Ivan Malavašič (1927–2019), mladinski pisatelj in slikar
- Mici Malavašič Cassullo (
- Simon Malavašič, zborovodja
- Tatjana Malavašič (*1941), kemijska tehnologinja